# Thibaudeau Rinfret

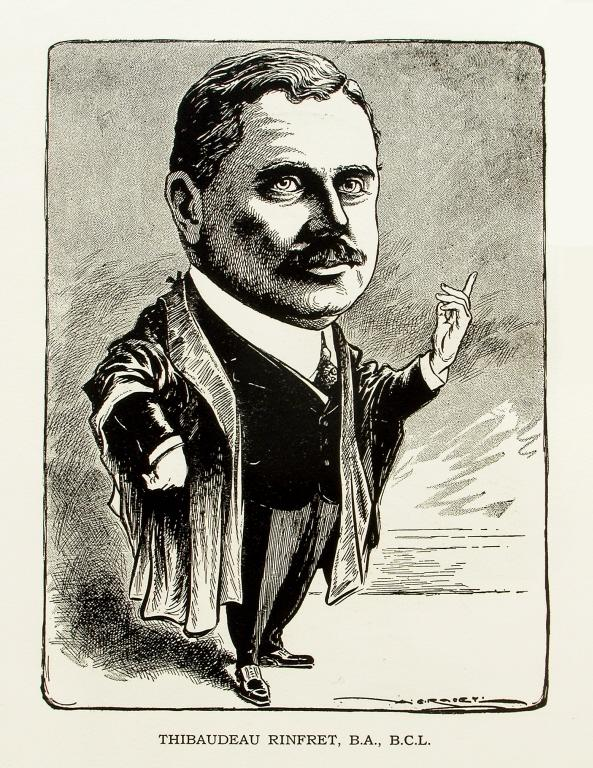
Thibaudeau Rinfret

Thibaudeau Rinfret, PC (* 22. Juni 1879 in Montreal; † 25. Juli 1962) war ein kanadischer Richter. Er gehörte von 1924 bis 1954 dem Obersten Gerichtshof von Kanada an und war ab 1944 dessen Vorsitzender (Chief Justice).

## Biografie
Rinfret erhielt seine Ausbildung am Collège Sainte-Marie in Montreal, anschließend studierte er Recht an der Université Laval und an der McGill University. Er schloss 1900 das Studium ab und erhielt im darauf folgenden Jahr die Zulassung als Rechtsanwalt. Bis 1910 praktizierte er in Saint-Jérôme, danach in Montreal in der Kanzlei Taschereau, Rinfret, Vallée & Genest. Daneben war er auch Dozent für Handelsrecht an der McGill University.
Ab 1922 gehörte Rinfret dem Obersten Gerichtshof der Provinz Québec an. Premierminister William Lyon Mackenzie King ernannte ihn am 1. Oktober 1924 zum Richter am Obersten Gerichtshof von Kanada. Am 8. Januar 1944 folgte die Ernennung zum Chief Justice. Das Oberste Gericht war ab 1944 in sämtlichen Fällen die oberste Instanz; zuvor konnten zivilrechtliche Rekurse noch zusätzlich dem Justizkomitee des britischen Privy Council vorgelegt werden.
Da nach dem Rücktritt von Generalgouverneur Lord Alexander im Januar 1952 ein Monat bis zur Ernennung eines Nachfolgers verstrich, übernahm Rinfret während dieser Zeit zusätzlich das Amt eines kommissarischen Generalgouverneurs und vertrat somit das Staatsoberhaupt.
Rinfret trat am 22. Juni 1954 nach fast 30-jähriger Amtszeit zurück. Sein jüngerer Bruder Fernand Rinfret war liberaler Abgeordneter des Unterhauses und Bürgermeister von Montreal.